# کنث آر. وایتسل
کنث رِی وایتسل (انگلیسی: Kenneth Ray Whitesell؛ زادهٔ ۱۹ ژوئیهٔ ۱۹۶۱) دریاسالار سه-ستاره نیروی دریایی ایالات متحده آمریکا و فرماندهٔ کنونی «واحد هوابرد نیروی دریایی ایالات متحده آمریکا» است. وی برندهٔ نشان‌ها و جوایز گوناگونی از جمله نشان خدمات برجسته و ستارهٔ برنزی خدمت شده‌است.

## تحصیلات
او در استیوارتس درافت، ویرجینیا رشد یافت و در سال ۱۹۸۳ از دانشگاه اولد دامینیون کارشناسی مهندسی مکانیک دریافت داشت. وی همچنین دانش‌آموختهٔ «دانشکده ستاد نیروهای مشترک» و «کالج جنگی نیروی دریایی» است و مدرک کارشناسی ارشد در «امنیت ملی و مطالعات راهبردی» دارد.

## سابقهٔ نظامی
او در سال ۱۹۸۵ خلبان نیروی دریایی شد و مدتی بعد از برنامه آموزشی تاکتیک‌های جنگنده ضربتی نیروی دریایی ایالات متحده آمریکا فارغ‌التحصیل شد و با پروازهایی فراوانی با گرومن اف-۱۴ تام‌کت و اف/ای-۱۸ سوپر هورنت انجام داد. او بیش از ۴٬۰۰۰ ساعت پرواز ۱٬۰۰۰ فرود موفقیت‌آمیز بر ناو هواپیمابر داشته‌است.

### مأموریت‌های عملیاتی وی عبارتند از
- خلبان گردان هوایی وی‌اف-۱۴۲ جنگنده، ناو هواپیمابر یواس‌اس دوایت آیزنهاور
- مربی آموزشی تاپ‌گان و دستیار افسر عملیات با گردان هوایی وی‌اف-۷۴ جنگنده، ناو هواپیمابر یواس‌اس ساراتوگا (سی‌وی-۶۰)
- خلبان گردان هوایی وی‌اف‌ای-۳۲ جنگنده ضربتی، ناو هواپیمابر یواس‌اس تئودور روزولت (سی‌وی‌ان-۷۱)
- خلبان گردان هوایی وی‌اف‌ای-۴۱ جنگنده ضربتی، ناو هواپیمابر یواس‌اس نیمیتز[۳]

وایتسل در جنگ خلیج فارس، عملیات دیده‌بان جنوبی، بمباران یوگسلاوی توسط ناتو، جنگ عراق و «عملیات عزم راسخ» (علیه داعش) شرکت داشته‌است.

### ماموریت‌های خارج از کشور در خشکی
- مدیر نبرد مرکز عملیات ترکیبی هوایی و فضایی، پایگاه هوایی العدید، قطر
- رئیس ستاد و رئیس مرکز عملیات دریایی، «فرماندهی مرکزی نیروی دریایی ایالات متحده آمریکا»، ناوگان پنجم نیروی دریایی ایالات متحده آمریکا[۳]

### فرماندهی‌ها
- فرماندهٔ گردان هوایی وی‌اف‌ای-۴۱ جنگنده ضربتی، ناو هواپیمابر یواس‌اس نیمیتز
- فرماندهٔ واحد هواگرد ناوی ۱
- فرماندهٔ یواس‌اس انترپرایز (سی‌وی‌ان-۶۵)
- فرماندهٔ ناوگروه ضربت ۲
- فرماندهٔ یواس‌اس جورج اچ. دبلیو. بوش
- فرماندهٔ واحد هوابرد نیروی دریایی ایالات متحده آمریکا و فرماندهٔ واحد هوابرد ناوگان نیروی دریایی ایالات متحده آمریکا در اقیانوس آرام[۳]